# U-252
Unterseeboot 252 foi um submarino alemão do Tipo VIIC, pertencente a Kriegsmarine que atuou durante a Segunda Guerra Mundial.

## Comandantes
| Comandante         | Data                                          |
| ------------------ | --------------------------------------------- |
| Günter Schiebusch  | 4 de outubro de 1941 - 20 de dezembro de 1941 |
| Kptlt. Kai Lerchen | 21 de dezembro de 1941 - 14 de abril de 1942  |

## Subordinação
Durante o seu tempo de serviço, esteve subordinado às seguintes flotilhas:
| Período                                    | Flotilha                                  |
| ------------------------------------------ | ----------------------------------------- |
| 4 de outubro de 1941 - 31 de março de 1942 | 6. Unterseebootsflottille (treinamento)   |
| 1 de abril de 1942 - 14 de abril de 1942   | 6. Unterseebootsflottille (serviço ativo) |